# Лусичи
Лусичи (серб. Лусићи / Lusići) — село в общине Баня-Лука Республики Сербской Боснии и Герцеговины. Население составляет 116 человек по переписи 2013 года.